# Gentiobiose
Gentiobiose of amygdalose is een disacharide. Een molecule gentiobiose bestaat uit twee moleculen D-glucose met een β(1→6)-verbinding; daarin verschilt gentiobiose van de andere glucose-glucose disachariden maltose, cellobiose (1→4-verbinding) en trehalose (1→1).
Het is een bijna wit, kristallijn poeder. Het is hygroscopisch (absorbeert vocht uit de lucht) en oplosbaar in water.